# Rudolf Straubel

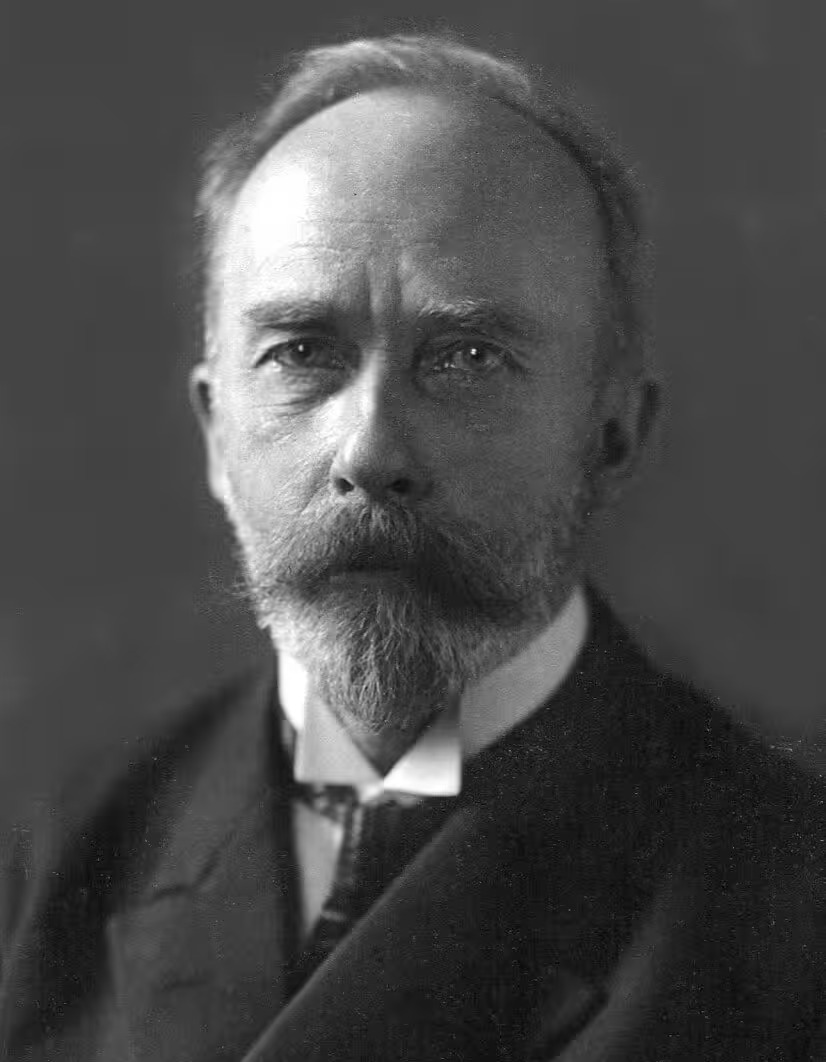
Rudolf Straubel um 1920, Foto: Familienarchiv Linda Langer Snook, Norman, USA

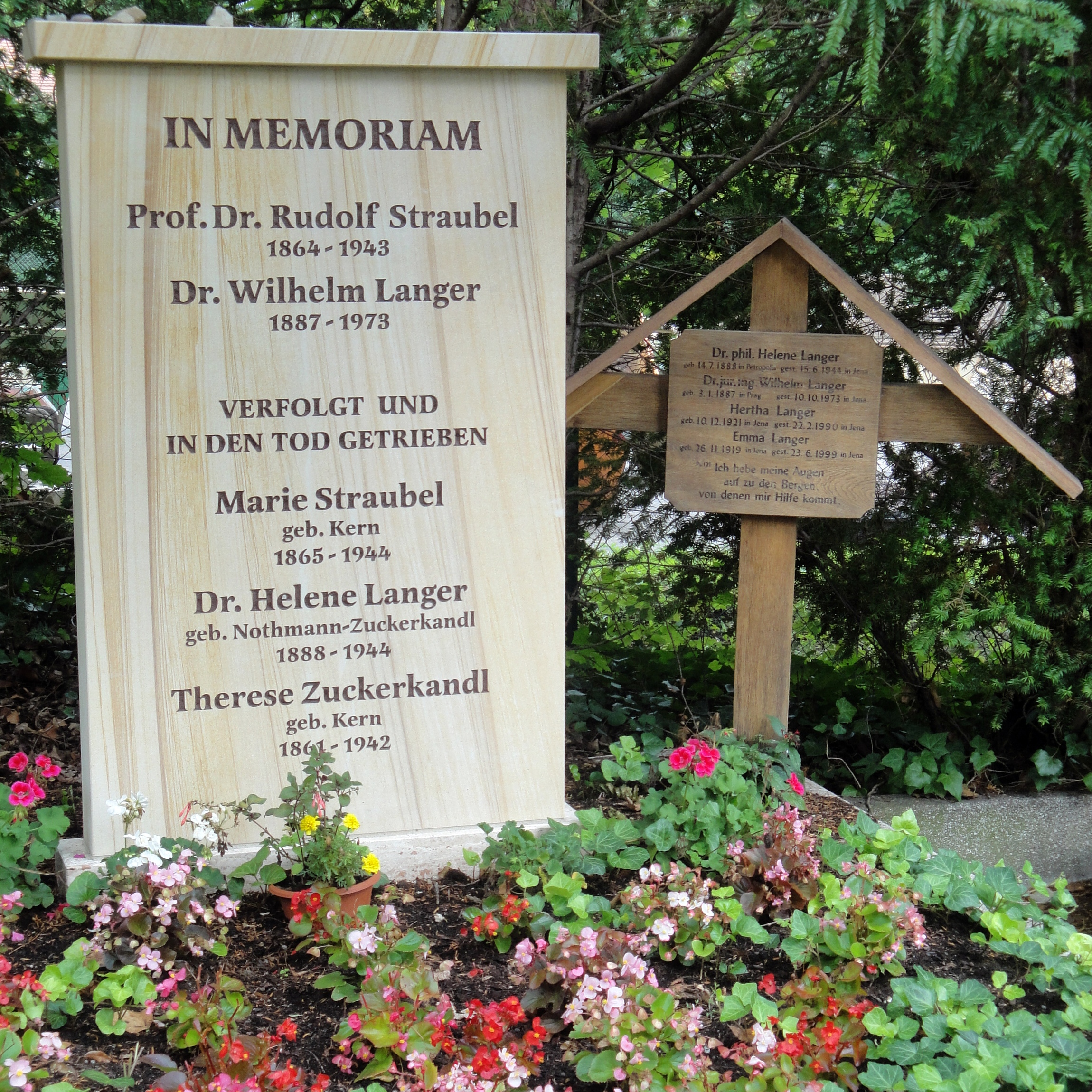
Grab von Rudolf Straubel auf dem Nordfriedhof in Jena

Rudolf Straubel (* 16. Juni 1864 in Kleinschmalkalden; † 2. Dezember 1943 in Jena) war ein deutscher Physiker, Wissenschaftler, Erfinder, Top-Manager und Förderer des Gemeinwesens. Er war als Nachfolger von Ernst Abbe Geschäftsleiter von Carl Zeiss in Jena von 1903 bis 1933.

## Kindheit und Schule
Rudolf Straubel wurde 1864 als Sohn des Pfarrers Carl Julius Straubel und dessen Ehefrau Emilie Natalie geb. Sterzing in Kleinschmalkalden geboren. Er hatte noch weitere vier Geschwister. Kindheit und Schule verbrachte er in Schönau vor dem Walde. Von 1876 bis 1882 besuchte er das Ernestinum in Gotha, 1884 legte er am Casimirianum in Coburg das Abitur ab.

## Studium
Nach dem Abitur war er zunächst als Einjährig-Freiwilliger beim Jenaer Königlichen Füsilier-Bataillon. Seine Hauptfächer an der Uni waren Mathematik und Physik. Seine Lehrer an der Universität Jena waren u. a. Ernst Abbe und Gottlob Frege.
Von 1885 bis 1886 studierte Straubel in Berlin bei Weierstraß, Kronecker und Helmholtz, 1886 setzte er das Studium in Jena fort und schloss es 1888 mit einer Dissertation „Über die Berechnung der Fraunhoferschen Beugungserscheinungen mit besonderer Berücksichtigung der Theorie der Beugung im Heliometer“ ab. Ernst Abbe hatte ihn zu diesem Thema angeregt.

## Physiker in Jena
Im April 1889 übernahm Rudolf Straubel eine Assistentenstelle an der Universität Jena.
1893 habilitierte er: „Theorie der Beugungserscheinungen kreisförmig begrenzter, nicht sphärischer Wellen“. 1897 wurde Straubel zum außerordentlichen Professor berufen. Er hatte folgende Lehrveranstaltungen:
- Physikalische Chemie
- Physikalisches Colloquium
- Mathematische Geographie
- Geometrische Optik und Theorie der optischen Instrumente
- Elektromagnetische Wellentheorie
- Elektromagnetische Optik
- Kristalloptik

## Geophysik
Eine Nachwirkung der 1897 in Jena stattgefundenen Tagung "Deutscher Geographentag" war die Einrichtung einer "Seismischen Station" unter Leitung von Rudolf Straubel.
Rudolf Straubel verbesserte Seismometer mit optischer Registrierung.
Straubel blieb bis 1919 Leiter der Seismologischen Station im Schillergäßchen. Nachfolger des Jenaer seismischen Institutes wurde Oskar Hecker.

## Geschäftsleiter Carl Zeiss Jena 1903–1933
1903 wurde Rudolf Straubel einer der Geschäftsleiter von Zeiss und Schott als Nachfolger von Ernst Abbe. Felix Jentsch schreibt 1934:
Infolge seiner hohen Allgemeinintelligenz und ihrer langjährigen Schulung durch Mathematik und Physik, vor allem aber durch seine ungewöhnlich rasche Auffassungsgabe, die es ihm ermöglichte, sich in allerkürzester Frist, z. B. im Laufe einer Unterredung, in den schwierigsten Fragen, auch wenn sie dem reinen Physiker ziemlich fern lagen, theoretisch und praktisch zurechtzufinden, fielen Straubel sofort Aufgaben zu, die sonst nicht ohne weiteres von einem physikalischen Mitarbeiter verlangt werden. So ist es für die damaligen Verhältnisse charakteristisch, dass ihm als erste dienstliche Aufgabe, wie er mir einmal erzählte, von Abbe die Ausarbeitung eines Stromlieferungsvertrages mit dem Jenaer Elektrizitätswerk zugewiesen worden.

Logo der Firma Carl Zeiss bis 1945

Rudolf Straubel war wesentlich am Ausbau der Forschung und dem Erfolg von Carl Zeiss in der ersten Hälfte des 20. Jahrhunderts beteiligt.
Er unterstützte auch das von Georg Joos konzipierte und 1930 in Kellergebäuden der Firma Zeiss durchgeführte Michelson-Morley Experiment.
1933 trat er zurück, da er sich nicht dem Druck des Gauleiters Fritz Wächtler und des nationalsozialistischen Stiftungskommisars der Carl Zeiss Stiftung Julius Dietz beugen wollte, sich von seiner jüdischen Frau Marie Straubel zu trennen, mit der er vier Söhne hatte.

### Astronomische Abteilung im Deutschen Museum München
Oskar von Miller fasste 1903 den Entschluss, in München ein "Deutsches Museum von Meisterwerken der Naturwissenschaft und Technik" einzurichten. Für ein Reflektor- und ein Refraktorteleskop wurde die Verbindung zu Carl Zeiss Jena gesucht (geliefert wurde 1908 bzw. 1909) und Siegfried Czapski (Carl Zeiss Jena) in den Vorstandsrat des Deutschen Museums gewählt. Nach dem Tod von Siegfried Czapski 1907 wurde Rudolf Straubel von 1912 bis 1920 Mitglied im Vorstand des Deutschen Museums. Rudolf Straubel sagte 1913 die Unterstützung beim Bau der Planetarien zu (geplant waren ein koperkanisches und ein ptolemäisches Planetarium). Das Projektionsplanetarium wurde 1924 in Jena fertiggestellt und 1925 in München in Betrieb genommen.

### Geistiger Vater der Saaletalsperren
Die Stiftungsbetriebe nutzten ein Kohlekraftwerk auf dem südlichen Teil des Glaswerkes, die damit verbundene Luftverschmutzung behinderte aber die optisch-feinmechanische Fertigung. 1912 wurde für das Burgauer Wasserkraftwerk ein Generator von AEG als 10 kV-Maschine konstruiert.
```
Herbst 1917. Prof. Dr. Rudolf Straubel gründet das Hydrotechnische Büro (Hydro-Büro) für die Projektierung und den Bau von Wasserkraftanlagen. Dafür werden Oberingenieur Hans Leicher und Ingenieur Peter, beides Schweizer Staatsbürger, eingestellt. - Sie gehen 1924 in ihre Heimat zurück."
[
6
]
```

In der folgenden Zeit wurden die Kraftwerke Wisenta, Fernmühle, Conrod geplant und gebaut. Nach der Abdankung von Fürst Heinrich XXVII. Reuß j.L wurde die Bleilochtalsperre geplant und von 1926 bis 1932 gebaut. Die Bleilochtalsperre ist damit nicht das Verdienst der Nationalsozialisten, wie diese später behaupteten.
Rudolf Straubel gilt als „Vater der Saaletalsperren“.

### Jenaer Glaswerk Schott und Genossen
Nach dem Tode Siegfried Czapkis im Jahr 1907 wurde Rudolf Straubel als Geschäftsleiter des Glaswerkes Schott & Gen. berufen. Damit hatte er eine Doppelfunktion als Geschäftsleiter beider Jenaer Stiftungsbetriebe inne. Erworbene Tochterwerke wie Zwieseler und Pirnaer Glaswerke sowie die Aktienmehrheit am Grünenplaner Glaswerk einschließlich des Mitterteicher Werkes verstärkten die Position von Schott Jena auf dem Markt.

### Zeiss-Ikon AG Dresden
Zeiss übernahm 1902 die Jenaer „Palmos Kamera-Werk AG“. 1909 wurde die „Ica AG“ (internationale Camera Aktiengesellschaft) mit Sitz in Dresden gegründet. Rudolf Straubel blieb bis zu seinem Tod 1943 im Aufsichtsrat.

## Nationalsozialismus
Der Thüringer Innen- und Volksbildungsminister Wächtler strebte „eine Reform des marxistisch und liberalistisch verseuchten Zeiss-Werkes an Haupt und Gliedern“ an. Rudolf Straubel quittierte seinen Dienst in den Stiftungsbetrieben am 30. September 1933. Bis 1938 wurden seine Vorlesungen an der Universität Jena im Vorlesungsverzeichnis angezeigt, dann auf Weisung aus Weimar nicht mehr. Straubel sei „jüdisch versippt“

## Familie
Bei einem Treffen im Hause Felix Auerbach lernte er Marie Kern kennen, die Tochter eines jüdischen Industriellen und Bankiers aus Schlesien. 1894 heirateten beide in Berlin. 1902 wurde Marie Straubel erste Vorsitzende der Jenaer Abteilung des Vereins „Frauenbildung – Frauenstudium“. Sie wählte 1944 den Freitod, nachdem sie die Aufforderung zum "Abwanderungstransport" nach Theresienstadt erhalten hatte. Ihr Mann war am 2. Dezember 1943 an Bauchspeicheldrüsenkrebs gestorben. Zuvor hatte sich schon ihre Schwester Therese getötet, bevor sie nach Theresienstadt deportiert werden konnte. Sie war gehbehindert, was ein Hauptgrund dafür war, dass Straubel nicht mit seinen Angehörigen Deutschland verließ.
Das Ehepaar hatte 4 Söhne:
Heinrich (Heinz) (1895–1970), Werner (1857–1945), Wolfgang (1899–1919) und Harald (1905–1991).

## Würdigung
Der Name Rudolf Straubel wurde in der DDR weitgehend verschwiegen. Er zählte zu den imperialistischen Konzernlenkern, zu den Ausbeutern. Auch noch im 2023 bei De Gruyter Oldenburg erschienenen Buch „Unternehmen ohne Eigentümer. Unternehmerische Entscheidungen der optischen Werkstätte Carl Zeiss von 1889 bis 1933“ erscheint der Name Rudolf Straubel nicht im umfänglichen Stichwortregister.
Im Februar 2022 wurde im Abbeanum ein Hörsaal mit seinem Namen benannt. Im Südviertel von Jena wurde eine Straße nach ihm benannt. 2015 wurde auf dem Nordfriedhof Jena das Grabmal Straubel-Langer-Zuckerkandl wieder eingeweiht. 1924 wurde er Ehrenmitglied der Deutschen Physikalischen Gesellschaft. 1930 wurde er Mitglied der Leopoldina.